# Sevin (Rapper)
Sevin (bürgerlich: Marques Adams, * 14. November 1981 in San Jose, Kalifornien) ist ein US-amerikanischer christlicher Rapper, Sänger, Songschreiber und Musikproduzent. Er steht bei den Independent-Labels HOG MOB und God Over Money unter Vertrag. Seine Musikkarriere begann er 1999 mit dem Album All or None. Seitdem hat Sevin 16 weitere Alben veröffentlicht. Sein Ziel ist es nach eigenen Angaben, die Lehre des Evangeliums (Englisch: The Gospel), also die Geschichte von Jesus von Nazaret in die „Ghettos und Hoods“ der USA zu tragen.

## Diskografie
Studioalben
- All or None (1999 und 2001)
- Evin Angelz Kry (2004)
- Holy Mictramony (2004 und 2006)
- Feel me... (2004 und 2006)
- Father Forgive Me (2005)
- Sevin presentz : Hog Life : The LP (2005 und 2006)
- Work of Art : The R&B EP (2007)
- B 4 I Wake (2007)
- We Die (2007)
- Str8 frum tha Dragonz Mouth (2008)
- HOG MOB : Tha LP (2008)
- Faith, Love & Lust (2009)
- Finally Home (2010)
- Purple Reign (2011)
- Commissary (2013)
- Pray 4 My Hood (2015)
- Purple Heart (2016)
- From the Park to the Palace (2017)
- Rather die than deny (2018)
- Tha Mob Chronicles Vol.1 (2018)
- 4Eva Mobn (2018) last Album

Mixtapes
- Nine 1 Sikk Mixtape volume 2 : City Of Kingz (2006)
- 9 1 Sikk Mixtape volume 3 : Hunterz Moon (2007)